# Unciaal 063
Unciaal 063 (Gregory-Aland), ε 64 (von Soden), is een van de Bijbelse handschriften. Het dateert uit de 9e eeuw en is geschreven met hoofdletters (uncialen) op perkament.

## Beschrijving
Het bevat de tekst van de Evangelie volgens Lucas 16—Evangelie volgens Johannes 6. De gehele Codex bestaat uit 20 bladen (29 x 16 cm) en werd geschreven in een kolom per pagina, 29 regels per pagina.

## Tekst
De Codex is een representant van het Byzantijnse tekst-type, Kurt Aland plaatste de codex in Categorie V.

## Geschiedenis
Het handschrift bevindt zich in de Vatopedikloster (1219), in de Nationaal Historisch Museum (V. 137, 181) in Moskou, en in de Bibliothèque nationale de France (Suppl. Gr. 1155, II).